# Михаїл Савов
Михаїл Савов (болг. Михаил Савов; нар. 26 листопада 1857, Стара-Загора, Болгарія — пом. 21 липня 1928, Сен-Вальє-де-Тьє Франція) — болгарський генерал, військовий міністр Болгарії, дипломат.

## Біографія
Народився 26 листопада 1857 в Стара-Загорі. Початкову освіту здобув у Габровській гімназії і Галатасарайському ліцеї в Константинополі.
Військову освіту одержав у Софійському військовому училищі, з якого випустився в 1879 підпоручиком в Румелійську міліцію. 9 липня 1881 Савов отримав звання поручика і незабаром вступив до Миколаївської академії Генерального штабу в Санкт-Петербурзі.
Після закінчення курсу в академії Савов повернувся в Болгарію і 9 вересня 1885 отримав звання капітана із зарахуванням в Східно-Румелійську міліцію і призначенням на посаду ад'ютанта по стройовій частині військового міністерства. Напередодні початку Сербсько-болгарської війни він очолив стройове відділення військового міністерства. За бойові заслуги в цій війні був нагороджений орденом «За хоробрість» ІІІ-го ступеня.
У 1886 був членом комісії з розмежування між Болгарією і Туреччиною, в потім був помічником військового міністра. 17 квітня 1887 отримав звання майора і призначений офіцером Генерального штабу в 5-ту піхотну бригаду.
16 лютого 1891 був призначений військовим міністром Болгарії і 2 серпня отримав звання підполковника. 27 квітня 1894 вийшов у відставку, де знаходився до 1 липня 1897, коли був призначений начальником Софійського військового училища. 1 січня 1899 отримав звання полковника.
31 березня 1903 Савов знову очолив військове міністерство Болгарії та 1 січня 1904 отримав звання генерал-майора. 4 травня 1907 був знятий з посади і звинувачений в корупції і зловживаннях при закупівлі зброї за кордоном. Звинувачення залишилися недоведеними та 30 жовтня 1908 Савов отримав звання генерал-лейтенанта хоча при цьому значився у відставці.
Перед початком Першої Балканської війни Савов був відновлений на службі і призначений на посаду помічника головнокомандуючого болгарської армії. Крайня повільність і неуспішні дії Савова на Чаталджінській позиції послужили приводом для початку Другої Балканської війни.
29 червня 1913 був призначений командувачем 4-ю і 5-ю арміями, вкоре він отримав в командування і 2-ю армію. Після поразки Савов був відставлений від всіх посад і залишався без роботи до 1920. У 1920 він був призначений послом до Франції, а в 1922-1923 був послом в Бельгії.
Помер 21 липня 1928 в Сен-Вальє-де-Тьє (Франція), похований 18 серпня в Софії.

## Нагороди
- Орден «За хоробрість» ІІ і ІІІ ступеня
- Орден «Святого Олександра» І ступеня з мечами, ІІ ступеня з алмазними прикрасами і ІІІ ступеня з мечами
- Орден «За військові заслуги» І ступеня.